# Provincia de la Frontera del Norte
Frontera del Norte (en árabe: الحدود الشمالية, al-Hudud ash-Shamaliyah, AFI: ælħuˈduːd æʃːæmæːˈliːjæ) es una de las regiones de Arabia Saudita situada en el norte del país, limitando con Irak. Tiene un área de 111 797 kilómetros cuadrados y una población de 320 524 habitantes (2010). Su capital es la ciudad de Arar.

## Localidades
- Al Markuz
- Al Uwayqilah

- Datos: Q201781
- Multimedia: Northern Borders Province / Q201781